# Polygrammodes hintzi
Polygrammodes hintzi là một loài bướm đêm trong họ Crambidae.